# Aleksandr Owieczkin
Aleksandr Michajłowicz Owieczkin (ros. Александр Михайлович Овечкин; ur. 17 września 1985 w Moskwie) – rosyjski hokeista, reprezentant Rosji, trzykrotny olimpijczyk.

## Kariera
- Dinamo Moskwa (2001-2005)
- Washington Capitals (2005-)
  -  Dinamo Moskwa (2012-2013)

W latach 2001–2005 występował w Superlidze rosyjskiej w drużynie Dinama Moskwa, której jest wychowankiem. W 2004 roku został wybrany z numerem 1 w pierwszej rundzie draftu NHL przez amerykańską drużynę Washington Capitals. Jest drugim Rosjaninem wybranym z numerem 1 w drafcie NHL. W pierwszym sezonie występów w NHL (2005-06) Owieczkin zagrał w 81 spotkaniach, strzelając 52 bramki oraz zaliczając 54 asysty, co w klasyfikacji kanadyjskiej dało 106 punktów. W 2006 roku Owieczkin zdobył nagrodę Calder Memorial Trophy. Jednocześnie wybrano go debiutantem roku (NHL Rookie of the Year) oraz powołano do pierwszego składu gwiazd ligi NHL (NHL First All-Star Team). 11 stycznia 2008 Owieczkin podpisał kontrakt z Washington Capitals na 13 lat, ważny do 2021 i opiewający na sumę 124 milionów dolarów. Jest to pierwszy kontrakt w NHL na którym widnieje dziewięciocyfrowa liczba jeśli chodzi o wynagrodzenie. Od września 2012 roku do początku stycznia 2013 roku, tj. na okres lokautu w sezonie NHL (2012/2013), związał się kontraktem ze swoim macierzystym klubem Dinamo Moskwa (został mianowany także kapitanem drużyny). W trakcie kariery został doradcą prezesa tego klubu.
6 kwietnia 2025 roku podczas meczu New York Islanders-Washington Capitals zdobył 895. bramkę w lidze NHL, tym samym wyprzedził na liście wszech czasów Wayne Gretzky'ego, który dzierżył tytuł samodzielnego rekordzisty od 23 marca 1994 roku.
W barwach Rosji uczestniczył w turniejach Pucharu Świata 2004, 2016, mistrzostw świata w 2004, 2005, 2006, 2007, 2008, 2010, 2011, 2012, 2013, 2014, 2015, 2016, 2019 oraz zimowych igrzysk olimpijskich 2006, 2010, 2014.

## Statystyki

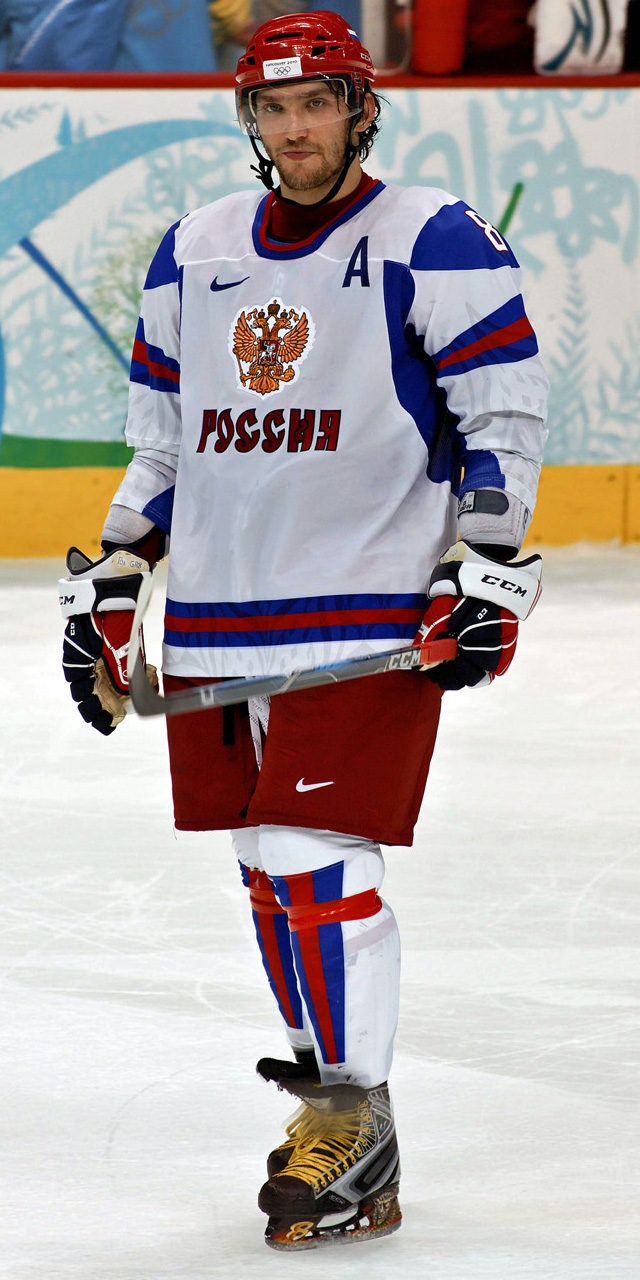
Aleksandr Owieczkin w barwach reprezentacji Rosji (2010)

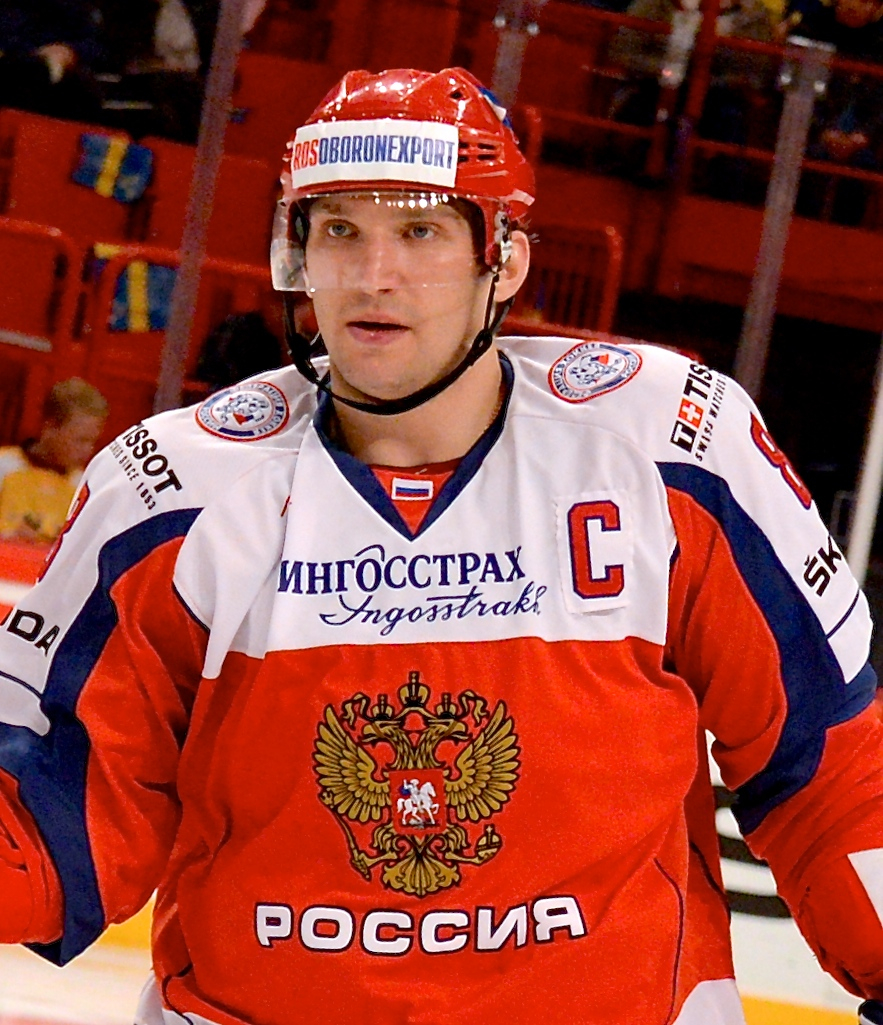
Aleksandr Owieczkin jako kapitan reprezentacji Rosji (2014)

M = rozegrane mecze; G = Gole; A = asysty; Pkt = punkty; Min = minuty na ławce kar

### Klubowe
| 2001–2002  | Dinamo-2 Moskwa     | RUS-3      | 19   | 18  | 8   | 26   | 20  | –   | –  | –  | –   | –  |
| 2001–2002  | Dinamo Moskwa       | RSL        | 21   | 2   | 2   | 4    | 4   | 3   | 0  | 0  | 0   | 0  |
| 2002–2003  | Dinamo Moskwa       | RSL        | 40   | 8   | 7   | 15   | 29  | 5   | 0  | 0  | 0   | 2  |
| 2003–2004  | Dinamo Moskwa       | RSL        | 53   | 13  | 11  | 24   | 40  | 3   | 0  | 0  | 0   | 2  |
| 2004–2005  | Dinamo Moskwa       | RSL        | 37   | 13  | 13  | 26   | 32  | 10  | 2  | 4  | 6   | 31 |
| 2005–2006  | Washington Capitals | NHL        | 81   | 52  | 54  | 106  | 52  | –   | –  | –  | –   | –  |
| 2006–2007  | Washington Capitals | NHL        | 82   | 46  | 46  | 92   | 52  | –   | –  | –  | –   | –  |
| 2007–2008  | Washington Capitals | NHL        | 82   | 65  | 47  | 112  | 40  | 7   | 4  | 5  | 9   | 0  |
| 2008–2009  | Washington Capitals | NHL        | 79   | 56  | 54  | 110  | 72  | 14  | 11 | 10 | 21  | 8  |
| 2009–2010  | Washington Capitals | NHL        | 72   | 50  | 59  | 109  | 89  | 7   | 5  | 5  | 10  | 0  |
| 2010–2011  | Washington Capitals | NHL        | 79   | 32  | 53  | 85   | 41  | 9   | 5  | 5  | 10  | 10 |
| 2011–2012  | Washington Capitals | NHL        | 78   | 38  | 27  | 65   | 26  | 14  | 5  | 4  | 9   | 8  |
| 2012–2013  | Dinamo Moskwa       | KHL        | 31   | 19  | 21  | 40   | 14  | –   | –  | –  | –   | –  |
| 2012–2013  | Washington Capitals | NHL        | 48   | 32  | 24  | 56   | 36  | 7   | 1  | 1  | 2   | 4  |
| 2013–2014  | Washington Capitals | NHL        | 78   | 51  | 28  | 79   | 49  | –   | –  | –  | –   | –  |
| 2014–2015  | Washington Capitals | NHL        | 81   | 53  | 28  | 81   | 58  | 14  | 5  | 4  | 9   | 6  |
| 2015–2016  | Washington Capitals | NHL        | 79   | 50  | 21  | 71   | 53  | 12  | 5  | 7  | 12  | 2  |
| 2016–2017  | Washington Capitals | NHL        | 82   | 33  | 36  | 69   | 50  | 13  | 5  | 3  | 8   | 8  |
| 2017–2018  | Washington Capitals | NHL        | 82   | 49  | 38  | 87   | 32  | 24  | 15 | 12 | 27  | 8  |
| 2018–2019  | Washington Capitals | NHL        | 81   | 51  | 38  | 89   | 40  | 7   | 4  | 5  | 9   | 19 |
| 2019–2020  | Washington Capitals | NHL        | 68   | 48  | 19  | 67   | 30  | 8   | 4  | 1  | 5   | 2  |
| RSL Ogółem | RSL Ogółem          | RSL Ogółem | 151  | 36  | 33  | 69   | 106 | 21  | 2  | 4  | 6   | 35 |
| KHL Ogółem | KHL Ogółem          | KHL Ogółem | 31   | 19  | 21  | 40   | 14  | –   | –  | –  | –   | –  |
| NHL Ogółem | NHL Ogółem          | NHL Ogółem | 1152 | 706 | 572 | 1278 | 719 | 136 | 69 | 62 | 131 | 75 |

### Reprezentacyjne
| Rok                | Drużyna            | Turniej            | Miejsce            |    | M  | G  | A  | Pkt | Min |
| ------------------ | ------------------ | ------------------ | ------------------ | -- | -- | -- | -- | --- | --- |
| 2002               | Rosja U-18         | MŚ-U18             |                    | 8  | 14 | 4  | 18 | 0   |     |
| 2003               | Rosja U-20         | MŚJ                |                    | 6  | 6  | 1  | 7  | 4   |     |
| 2003               | Rosja U-18         | MŚ-U18             |                    | 6  | 9  | 4  | 13 | 6   |     |
| 2004               | Rosja U-20         | MŚJ                | 5                  | 6  | 5  | 2  | 7  | 25  |     |
| 2004               | Rosja              | MŚ                 | 10                 | 6  | 1  | 1  | 2  | 0   |     |
| 2004               | Rosja              | PŚ                 | 6                  | 2  | 1  | 0  | 1  | 0   |     |
| 2005               | Rosja U-20         | MŚJ                |                    | 6  | 7  | 4  | 11 | 4   |     |
| 2005               | Rosja              | MŚ                 |                    | 8  | 5  | 3  | 8  | 4   |     |
| 2006               | Rosja              | IO                 | 4                  | 8  | 5  | 0  | 5  | 8   |     |
| 2006               | Rosja              | MŚ                 | 5                  | 7  | 6  | 3  | 9  | 6   |     |
| 2007               | Rosja              | MŚ                 |                    | 8  | 1  | 2  | 3  | 29  |     |
| 2008               | Rosja              | MŚ                 |                    | 9  | 6  | 6  | 12 | 8   |     |
| 2010               | Rosja              | IO                 | 6                  | 4  | 2  | 2  | 4  | 2   |     |
| 2010               | Rosja              | MŚ                 |                    | 9  | 5  | 1  | 6  | 4   |     |
| 2011               | Rosja              | MŚ                 | 4                  | 5  | 0  | 0  | 0  | 4   |     |
| 2012               | Rosja              | MŚ                 |                    | 3  | 2  | 2  | 4  | 2   |     |
| 2013               | Rosja              | MŚ                 | 6                  | 1  | 1  | 1  | 2  | 0   |     |
| 2014               | Rosja              | IO                 | 5                  | 5  | 1  | 1  | 2  | 0   |     |
| 2014               | Rosja              | MŚ                 |                    | 9  | 4  | 7  | 11 | 8   |     |
| 2015               | Rosja              | MŚ                 |                    | 2  | 1  | 1  | 2  | 0   |     |
| 2016               | Rosja              | MŚ                 |                    | 6  | 1  | 1  | 2  | 2   |     |
| Ogółem jako junior | Ogółem jako junior | Ogółem jako junior | Ogółem jako junior | 32 | 41 | 15 | 56 | 39  |     |
| Ogółem jako senior | Ogółem jako senior | Ogółem jako senior | Ogółem jako senior | 92 | 42 | 31 | 73 | 77  |     |

## Sukcesy
Reprezentacyjne
- Złoty medal mistrzostw świata: 2008, 2012, 2014
- Srebrny medal mistrzostw świata: 2010, 2015
- Brązowy medal mistrzostw świata: 2005, 2007, 2016, 2019

Klubowe
- Złoty medal mistrzostw Rosji: 2005, 2013 z Dinamem Moskwa
- Puchar Gagarina: 2013 z Dinamem Moskwa[9]
- Puchar Stanleya: 2018 z Washington Capitals

Indywidualne
- Mistrzostwa świata juniorów do lat 18 w 2003:
  - Pierwsze miejsce w klasyfikacji strzelców turnieju: 9 goli[10]
  - Trzecie miejsce w klasyfikacji kanadyjskiej turnieju: 13 punktów[11]
  - Pierwsze miejsce w klasyfikacji +/− turnieju: +13[12]
- Superliga rosyjska w hokeju na lodzie (2003/2004):
  - Złoty Kask (przyznawany sześciu zawodnikom wybranym do składu gwiazd sezonu)
- Hokej na lodzie na Zimowych Igrzyskach Olimpijskich 2006:
  - Skład gwiazd turnieju
- Mistrzostwa Świata w Hokeju na Lodzie 2006/Elita:
  - Skład gwiazd turnieju
- NHL (2005/2006):
  - Trofeum Charłamowa dla najlepszego rosyjskiego zawodnika sezonu w lidze NHL
- NHL (2006/2007):
  - Trofeum Charłamowa dla najlepszego rosyjskiego zawodnika sezonu w lidze NHL
- NHL (2007/2008):
  - Lester B. Pearson Award
  - Trofeum Harta – najbardziej wartościowy zawodnik (MVP) sezonu
  - Trofeum Charłamowa dla najlepszego rosyjskiego zawodnika sezonu w lidze NHL
- Mistrzostwa Świata w Hokeju na Lodzie 2008/Elita:
  - Skład gwiazd turnieju
- NHL (2008/2009):
  - Maurice Richard Trophy – pierwsze miejsce w klasyfikacji strzelców w sezonie zasadniczym: 65 goli
  - Trofeum Harta – najbardziej wartościowy zawodnik (MVP) sezonu
  - Lester B. Pearson Award
  - Trofeum Charłamowa dla najlepszego rosyjskiego zawodnika sezonu w lidze NHL
- NHL (2009/2010):
  - Maurice Richard Trophy – pierwsze miejsce w klasyfikacji strzelców w sezonie zasadniczym: 56 goli
  - Ted Lindsay Award
  - Trofeum Charłamowa dla najlepszego rosyjskiego zawodnika sezonu w lidze NHL
- KHL (2012/2013):
  - Mecz Gwiazd KHL (wybrany, nie wystąpił z powodu zakończenia powrotu do NHL)[13]
- NHL (2012/2013):
  - Pierwsza gwiazda miesiąca – kwiecień 2013
  - Maurice Richard Trophy – pierwsze miejsce w klasyfikacji strzelców w sezonie zasadniczym: 32 gole
  - Trzecie miejsce w klasyfikacji kanadyjskiej w sezonie zasadniczym: 56 punktów
  - Trofeum Harta – najbardziej wartościowy zawodnik (MVP) sezonu[14]
  - Pierwszy skład gwiazd (szósty raz, pierwszy raz jako prawoskrzydłowy – dotychczas jako lewoskrzydłowy)[15]
- NHL (2013/2014):
  - Maurice Richard Trophy – pierwsze miejsce w klasyfikacji strzelców w sezonie zasadniczym: 51 goli
  - Pierwsze miejsce w klasyfikacji strzelców goli w przewadze w sezonie zasadniczym: 24 gole
  - Pierwsze miejsce w klasyfikacji oddanych strzałów w sezonie zasadniczym: 386
- Mistrzostwa Świata w Hokeju na Lodzie 2014/Elita:
  - Jeden z trzech najlepszych zawodników reprezentacji na turnieju[16]
- NHL (2014/2015):
  - Maurice Richard Trophy – pierwsze miejsce w klasyfikacji strzelców w sezonie zasadniczym: 53 gole
  - Czwarte miejsce w klasyfikacji kanadyjskiej w sezonie zasadniczym: 81 punktów
  - Trofeum Charłamowa dla najlepszego rosyjskiego zawodnika sezonu w lidze NHL
- NHL (2016/2017):
  - Mecz Gwiazd
- NHL (2017/2018):
  - Mecz Gwiazd
  - Maurice Richard Trophy – pierwsze miejsce w klasyfikacji strzelców w sezonie zasadniczym: 49 goli
  - Trofeum Charłamowa dla najlepszego rosyjskiego zawodnika sezonu w lidze NHL[17]
- NHL (2022/2023):
  - 24 grudnia 2022 został drugi najskuteczniejszym strzelcem w historii ligi, zdobywając gola numer 802[18]

Wyróżnienie
- Zasłużony Mistrz Sportu Rosji w hokeju na lodzie: 2009

Odznaczenie
- Order Honoru (2014)[19]

## Życie prywatne
Aleksandr jest młodszym synem Michaiła Wiktorowicza i Tatjany Nikołajewny Owieczkinów. Jego ojciec był szefem kobiecej drużyny koszykówki Dinama Moskwa. Matka jest podwójną mistrzynią olimpijską w koszykówce. Aleksandr na koszulce nosi numer 8, taki sam jak jego matka podczas kariery sportowej. Ma brata Michaiła (ur. 1972).
Od 2011 związany był z Mariją Kirilenko, rosyjską tenisistką. 31 grudnia 2012 roku zaręczyli się. Para rozstała się w 2014 roku. Związał się z Anastasją, z domu Szubskaja, z którą wziął ślub w 2016.

## Aktywność polityczna
W 2017 stworzył ruch społeczny Drużyna Putina.